# Калеипо-Сосај (Белуно)
Калеипо-Сосај (итал. Caleipo-Sossai) је насеље у Италији у округу Белуно, региону Венето.
Према процени из 2011. у насељу је живело 528 становника. Насеље се налази на надморској висини од 475 м.